# Shuangyang, Chongqing
Shuangyang (kinesiska: 双阳) är en socken i sydvästra Kina. Den ligger i häradet Wuxi i storstadsområdet Chongqing, omkring 380 kilometer nordost om det centrala stadsdistriktet Yuzhong. Antalet invånare är 2 111. Befolkningen består av 998 kvinnor och 1 113 män. Barn under 15 år utgör 16,0 %, vuxna 15-64 år 69 %, och äldre över 65 år 13,0 %.